# Melro-das-rochas-sentinela
Roqueiro-sentinela ou melro-das-rochas-sentinela (Monticola explorator) é uma espécie de ave da família Muscicapidae.
Pode ser encontrada nos seguintes países: Lesoto, África do Sul e Essuatíni.
Os seus habitats naturais são: campos rupestres subtropicais ou tropicais.